# Autostrada A22 (Franța)
Autostrada A22 este partea franceză a autostrăzii franco-belgiene care leagă Lille de Gent. Se oprește la granița franco-belgiană, unde începe autostrada belgiană A14.
Această autostradă deservește localitățile Mouvaux, Tourcoing și Neuville-en-Ferrain. A22 este denumită E17 la nivel european. La sud, continuă cu N227, un bulevard urban care deservește Villeneuve-d'Ascq, preluând de altfel ieșirile 1 până la 7 și conectându-se la A27 în nodul A23/A27/N227, în apropiere de Lesquin.
Porțiunea dintre A1 și A27, precum și porțiunea dintre drumul național 227 și autostrada belgiană A14, fac parte din responsabilitatea Direcției Interdepartamentale a Drumurilor Nord.

## Istorie
Tronsonul dintre autostrada A1 și drumul național 227, care aparținea anterior autostrăzii A27, a fost inaugurat în anul 1970.
Tronsonul dintre granița belgiană și ramura spre Tourcoing a Marelui Bulevard a orașului Lille spre Marcq-en-Barœul a fost finalizat în 1972. La acea vreme, autostrada era denumită A1. Acesta reprezenta prelungirea drumului cunoscut ca „drumul Parisului” (în franceză voie de Paris) către granița belgiană.

## Traseu
| De la A1 până la A14 belgiană: secțiune gratuită, neconcesionată, gestionată de DIR Nord. | |            |
| Intersecție                                                                               | Nod rutier între A1, A1a și A22: Paris, Reims, Faches-Thumesnil, Aeroportul Lille; Calais, Dunkerque, Lille.                                                      | A1 A1a     |
| A1 A1a E17 E42                                                                            | |            |
| A22 E17 E42                                                                               | |            |
| Intersecție                                                                               | Nod rutier între A27 și A22: Bruxelles, Valenciennes, Tournai. | A27        |
| 2 - Cité Scientifique                                                                     | Orașe deservite: Cysoing, Villeneuve d'Ascq-Cité Scientifique (nod rutier parțial).                                                                               |            |
| A22 E17 E42                                                                               | |            |
| RN227 E17                                                                                 | |            |
| 2 - Cité Scientifique                                                                     | Cartiere deservite: Parc Relais Métro Villeneuve d'Ascq, Villeneuve d'Ascq-Cité Scientifique (nod rutier parțial).                                                |            |
|                                                                                           | Înălțime limitată la 4,4 m. |            |
| 3 - Hôtel de Ville                                                                        | Orașe deservite: Villeneuve d'Ascq, Lezennes, Villeneuve d'Ascq-Centrul comercial V2 (nod rutier parțial).                                                        |            |
| 4 - Stadium Lille Métropole                                                               | Cartiere deservite: Villeneuve d'Ascq, Villeneuve d'Ascq-Stadium Lille Métropole (nod rutier parțial).                                                            |            |
| 5 - Musée d'Art Moderne                                                                   | Cartiere deservite: Villeneuve d'Ascq, Villeneuve d'Ascq-Musée d'Art Moderne (nod rutier parțial).                                                                |            |
| 6 - Musée d'Art Moderne                                                                   | Cartiere deservite: Villeneuve d'Ascq, Villeneuve d'Ascq-Flers-Château, Villeneuve d'Ascq-Cousinerie, Villeneuve d'Ascq-Musée d'Art Moderne (nod rutier parțial). |            |
| 7 - Les Prés                                                                              | Orașe deservite: Villeneuve d'Ascq, Roubaix, Wattrelos, Hem (nod rutier parțial).                                                                                 |            |
| RN227 E17                                                                                 | |            |
| A22 E17                                                                                   | |            |
| 8 - La Cousinerie                                                                         | Orașe deservite: Villeneuve d'Ascq, Roubaix, Wattrelos, Hem (nod rutier parțial).                                                                                 |            |
| 9/9a/9b - Z.I. La Pilaterie                                                               | Orașe deservite: Mons-en-Barœul, Villeneuve d'Ascq-nord, Z.I La Pilaterie.                                                                                        | M14 A1 A23 |
| 10 - La Madeleine                                                                         | Orașe deservite: Lille, La Madeleine, Mons-en-Barœul. | RN356 M48  |
| 11 - Tourcoing                                                                            | Orașe deservite: Tourcoing, Roubaix, Croix, Wasquehal. | RN356      |
| 12 - Marcq-en-Barœul                                                                      | Orașe deservite: Mouvaux, Marcq-en-Barœul-centru. |            |
| Intersecție                                                                               | Nod rutier între M652 și A22: Calais, Dunkerque, Armentières. | M652       |
| 13a/13b - Croix                                                                           | Orașe deservite: Croix, Wasquehal, Marquette-lez-Lille, Bondues (nod rutier parțial).                                                                             |            |
|                                                                                           | Limitare la 110 km/h (sens Lille > Courtrai). |            |
| 15 - Tourcoing-ouest                                                                      | Oraș deservit: Tourcoing (nod rutier parțial). | M671       |
| 16 - Tourcoing-centre                                                                     | Orașe deservite: Tourcoing, Roncq, Centru comercial (nod rutier parțial).                                                                                         |            |
| 17/17a/17b - Tourcoing-nord                                                               | Oraș deservit: Tourcoing, Halluin, Centru rutier, Neuville-en-Ferrain, Roncq, Wattrelos.                                                                          | M191 M639  |
| 18 - Neuville                                                                             | Oraș deservit: Tourcoing, Neuville-en-Ferrain, Z.I Neuville. | M291       |
|                                                                                           | Granița dintre Franța și Belgia |            |
| A22 E17                                                                                   | |            |
| A14 E17                                                                                   | |            |